# Dennis Russell Davies
Dennis Russell Davies, né le 16 avril 1944 à Toledo dans l'Ohio aux États-Unis, est un chef d'orchestre et un pianiste américain.

## Biographie
Dennis Russell Davies a fait ses études de pianiste et de chef d'orchestre à la Juilliard School de New York où il obtient un doctorat. Il devient chef de l'Orchestre de chambre de Saint-Paul (1972-1980) et fonde, en 1977, avec le compositeur Francis Thorne, l'American Composers Orchestra à New York qu'il dirige jusqu'en 2002. De 1990 à 1996, il est également le directeur musical de l'Orchestre philharmonique de Brooklyn. Il prend la direction de l'Orchestre Bruckner de Linz en 2002 et reste à sa tête jusqu'en 2017.
De 2018 à 2022, Dennis Russell Davies est le chef principal de l'Orchestre philharmonique de Brno puis est nommé à la tête de l'Orchestre symphonique de la MDR de Leipzig à partir de 2020.
Dennis Russell Davies entretient une relation de longue date avec le pianiste de jazz Keith Jarrett. Il a dirigé Jarrett dans le répertoire de concertos classiques (notamment Mozart, Lou Harrison et Alan Hovhaness) et a lui-même interprété la musique de Jarrett pour piano et dirigé la musique orchestrale composée par Jarrett (avec Jarrett comme soliste et le saxophoniste Jan Garbarek).

## Répertoire
Dennis Russell Davies s'est fait connaître comme un chef orienté vers les œuvres et les créations de compositeurs modernes ou contemporains vivants comme Hans Werner Henze, William Bolcom, Lou Harrison, Alan Hovhaness, John Cage, Philip Glass, Giya Kancheli, Arvo Pärt, Virgil Thomson, ou Aaron Copland notamment. Il a donné les premières de quelques-unes de leurs œuvres comme le Concerto pour violon et orchestre (1987) ou les symphonies nº 1, nº 2, nº 3, nº 4, et nº 5 de Philip Glass.

## Discographie sélective
- The CIVIL warS de Philip Glass, Nonesuch Records, 1999
- Symphonie n°3 et The Light de Philip Glass, Nonesuch Records, 2000
- Intégrale des symphonies d'Anton Bruckner, Bruckner Orchestra Linz, Sony, 2005
- Intégrale des symphonies de Joseph HAYDN (107 symphonies)- Orchestre de chambre de Stuttgart- enregistrements en live sur plusieurs années- Sortie en 2009 - 37 CD SONY